# Сомбреро блус
„Сомбреро блус“ е български игрален филм (драма) от 1999 година на режисьора Илиян Симеонов, по сценарий на Илиян Симеонов и Емил Тонев. Оператор е Емил Топузов. Музиката във филма е композирана от Дечо Чипилов и Петър Янков-Пешето. Филмът е с времетраене 60 минути.

## Сюжет
Филмът разказва историята на една рок група от Пловдив, която отива да свири в заведение на име „Нирвана“ в едно село. Младежите от града се сблъскват с българската действителност и по-скоро с тази на българското село, където не са приети добре от част от селяните. Тошо (Петър Попйорданов) се сприятелява с едно циганче, което, след преждевременно прекратената им първа изява в заведението, ги води в дома си. Там групата продължава купона, Тошо преоткрива страстта, а вечерта е помрачена от неочаквано събитие.

## Актьорски състав
- Петър Попйорданов – Тошо
- Валентин Танев – Тошо циганинът
- Емил Тонев – Насо
- Добрин Досев – Кольо
- Бранимира Маркова – Циганката
- Богомил Манов – Циганчето
- Мария Каварджикова – Кръчмарката
- Благое Николич – Барман
- Радко Дишлиев – Булдозерист
- Малин Кръстев – Селски ерген
- Валери Йорданов – Селски ерген
- Яни Йозов – Селски ерген